# Francis Gailey
Francis "Frank" Gailey' (Brisbane, Queensland, 21 de gener de 1882 - Garden Grove, Califòrnia, 10 de juliol de 1972) va ser un nedador australià nacionalitzat estatunidenc que va prendre part en els Jocs Olímpics de 1904.
El 1904 va participar en quatre proves de natació, guanyant una medalla en cadascuna d'elles: la plata a les 220 iardes lliures, 440 iardes lliures i 880 iardes lliures i el bronze a la milla estil lliure.
Aquestes quatre medalles estan incloses dins el còmput oficial dels Estats Units, tot i que una investigació recent va demostrar que durant la disputa dels Jocs ell era un ciutadà australià. El Comitè Olímpic Australià va reclamar com a pròpies aquestes medalles, sumant-les al global nacional, però el Comitè Olímpic Internacional encara presenta Gailey com a estatunidenc.